# Witalij Francuz
Witalij Josypowycz Francuz (ur. 5 marca 1958 w Monasterzyskach) – ukraiński działacz samorządowy, przewodniczący Żytomierskiej Rady Obwodowej (od lutego 2008 do 17 listopada 2010).
W 1978 ukończył szkołę pożarniczą we Lwowie, i rozpoczął pracę w organach bezpieczeństwa wewnętrznego, dochodząc w 2005 do stopnia pułkownika.
W 1985 ukończył wyższą uczelnię ministerstwa Spraw Wewnętrznych ZSRR im. Feliksa Dzierżyńskiego w Kijowie.
W 2006 został wybrany delegatem Wołyńskiej Rady Obwodowej V kadencji.